# Erykah Badu
Erica Abi Wright (Dallas, 26 de fevereiro de 1971), mais conhecida pelo nome artístico de Erykah Badu, é uma cantora, compositora (NeoSoul R&B e Hip Hop), produtora, disc jockey, atriz, doula e ativista estadunidense. 

## Biografia

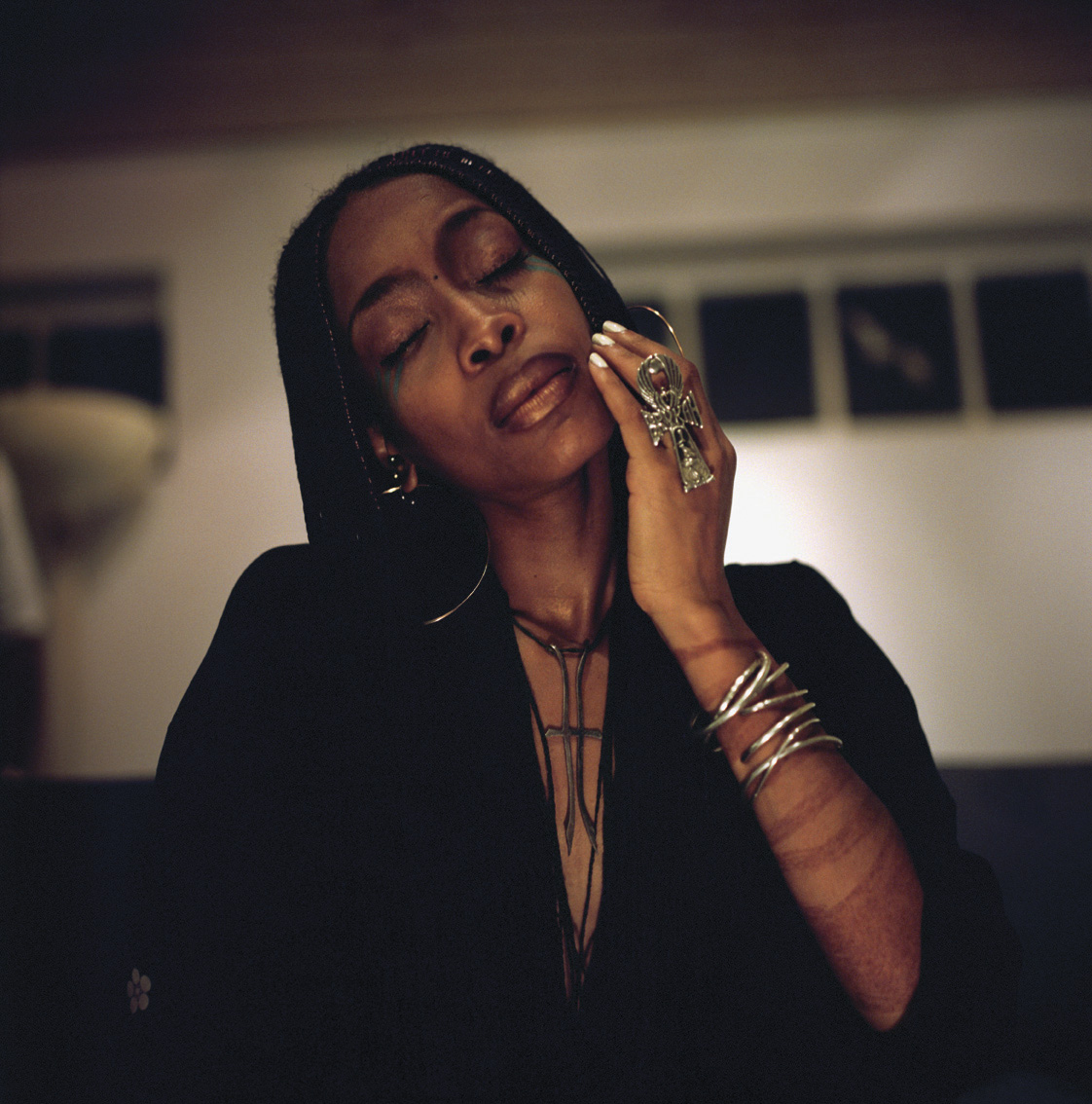
Badu nos bastidores em Hamburgo, Alemanha, em 2002.

Erykah Badu nasceu no dia 26 de fevereiro de 1971, em Dallas, no Texas, com o nome de Erica Abi Wright e é vegetariana. O início da carreira artística foi aos quatro anos, quando ela atuou ao lado da mãe, a atriz Kollen Wright e, três anos depois, compôs a primeira canção no piano do avô. 
O contato com as culturas Hip Hop e R&B dos anos 1960 e 70, que hoje são as fortes influências da cantora, aconteceu na adolescência.
Na hora de escolher uma faculdade, Erykah optou por teatro, na cidade de Louisiana. Pouco tempo depois, estava de volta ao Texas para se dedicar à carreira de cantora. Mudou seu nome para Erykah Badu e começou a dar aulas de dança e teatro. 
O primeiro projeto musical foi com o primo Robert "Free" Bradford em 1993, com o grupo Erykah Free. A dupla tinha um repertório que enfocava o Hip Hop e logo estavam tocando pela cidade.

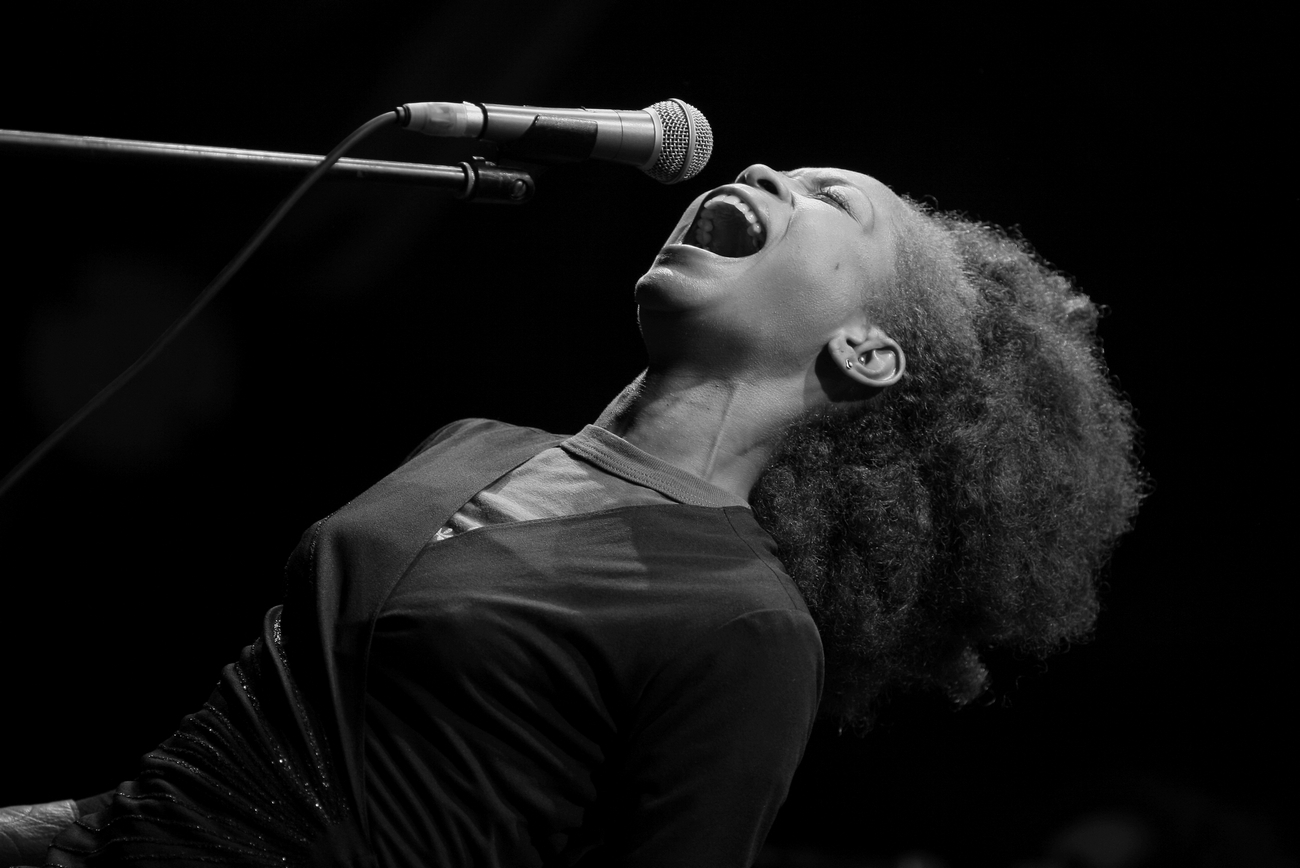
Badu em Bruges, Bélgica em 2006

Uma demo com composições de Erykah foi parar nas mãos de Kedar Massenburg, que a convidou para abrir um show do músico D’Angelo. Kedar ficou impressionado com a performance da cantora e logo ofereceu um contrato solo com o selo Kedar Entertainment Label. Erykah precisou desfazer o grupo com o primo e seguir o seu caminho. Baduizm foi composto por ela própria e chegou às lojas em 1997, ocupando a segunda posição da Billboard naquele ano. A música "On & On" foi uma das responsáveis por este sucesso e esteve presente em várias paradas de R&B.
A entrada de Erykah Badu no mercado fonográfico foi triunfal, a imagem da cantora com seus turbantes coloridos se espalharam pelo mundo. Ela foi capa de várias revistas, inclusive a Rolling Stone. Sua consagração aconteceu na entrega do Grammy em que ela levou, na categoria R&B, os prêmios de melhor álbum e melhor vocal feminino. A força das apresentações rendeu um disco ao vivo ainda em 1997, Live, com uma mistura de versões de Baduizm e covers em versões ao vivo.

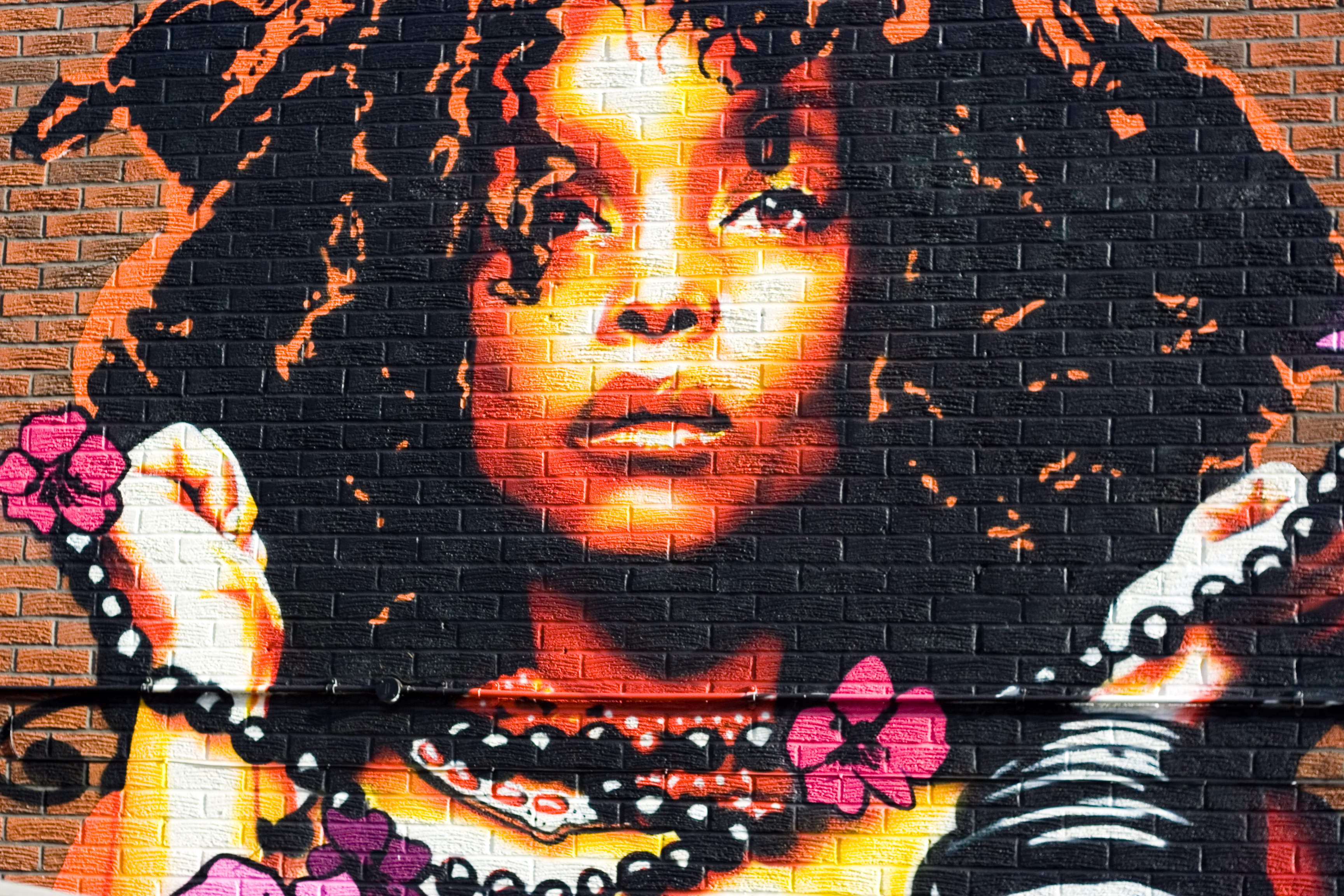
Badu na arte de rua em Sutton, Grande Londres, Inglaterra

Naquela época Erykah Badu era constantemente comparada a Billie Holiday e Bessie Smith. Ela foi uma das responsáveis pela reinvenção da música soul. Os três anos seguintes foram mais calmos para a cantora, que preferiu dar prioridade ao filho recém-nascido. Durante este período, ela aproveitou para fazer participações especiais em discos de outros músicos, como D'Angelo, Busta Rhymes e o rapper Guru. Com The Roots, o dueto ganhou até Grammy em 99, pela música "You Got Me".
Em 2000, ela voltou às paradas musicais com a música "Bag Lady", que entrou no disco Mama’s Gun, o segundo em estúdio. Nesta mesma época, Erykah estava nos cinemas, com o filme Regras da Vida, do diretor Lasse Hallstrom. 
Após mais um tempo longe dos holofotes, lançou em 2003, Worldwide Underground com nova gravadora, a Motown.
Algumas composições do disco já foram testadas nas apresentações na cantora e foram muito bem aceitas pelo público. Entre as participações estão Queen Latifah e Lenny Kravitz. Em 2004 não veremos muito Erykah, já que ela engravidou novamente, mas, nos cinemas, ela estrela o filme "House of D.", de David Duchovny.

## Discografia
| Álbum                                      | Detalhes do Álbum                                                                                                 | Melhores posições | Melhores posições | Melhores posições | Melhores posições | Melhores posições | Melhores posições | Melhores posições | Melhores posições | Melhores posições | Melhores posições | Vendas        | Certificações                             |
| Álbum                                      | Detalhes do Álbum                                                                                                 | US                | US R&B            | AUT               | FRA               | ALE               | HOL               | NOR               | SUE               | SUI               | RU                | Vendas        | Certificações                             |
| ------------------------------------------ | --- | ----------------- | ----------------- | ----------------- | ----------------- | ----------------- | ----------------- | ----------------- | ----------------- | ----------------- | ----------------- | ------------- | ----------------------------------------- |
| Baduizm                                    | - Lançamento: 11 de fevereiro de 1997 - Formato(s): CD, K7, LP, digital download - Gravadora(s): Kedar, Universal | 2                 | 1                 | —                 | —                 | —                 | 32                | 26                | 7                 | —                 | 17                | - : 3.000.000 | - RIAA: 3× Platina - BPI: Ouro - MC: Ouro |
| Mama's Gun                                 | - Lançamento: 21 de novembro de 2000 - Formato(s): CD, K7, LP, digital download - Gravadora(s): Motown            | 11                | 3                 | 56                | 42                | 42                | 7                 | 20                | 19                | 33                | 76                | - : 1.000.000 | - RIAA: Platina - BPI: Prata - MC: Ouro   |
| Worldwide Underground                      | - Lançamento: 16 de setembro de 2003 - Formato(s): CD, LP, digital download - Gravadora(s): Motown                | 3                 | 2                 | 64                | —                 | 57                | 42                | 9                 | 7                 | 32                | 93                | - : 609.000   | - RIAA: Ouro                              |
| New Amerykah Part One (4th World War)      | - Lançamento: 26 de fevereiro de 2008 - Formato(s): CD, LP, digital download - Gravadora(s): Universal Motown     | 2                 | 2                 | 39                | 49                | 44                | 25                | 13                | 5                 | 10                | 55                | - : 359.000   |                                           |
| New Amerykah Part Two (Return of the Ankh) | - Lançamento: 30 de março de 2010 - Formato(s): CD, LP, digital download - Gravadora(s): Universal Motown         | 4                 | 2                 | 38                | 77                | 61                | 66                | 14                | 21                | 18                | 56                | - : 300.000   |                                           |

## Álbuns Ao Vivo
| Álbum                       | Detalhes do Álbum                                                               | Melhores posições | Melhores posições | Melhores posições | Melhores posições | Vendas        | Certificações      |
| Álbum                       | Detalhes do Álbum                                                               | US                | US R&B            | HOL               | RU                | Vendas        | Certificações      |
| --------------------------- | ------------------------------------------------------------------------------- | ----------------- | ----------------- | ----------------- | ----------------- | ------------- | ------------------ |
| Live (Álbum de Erykah Badu) | - Lançamento: 18 de novembro de 1997 - Formato(s): CD, LP - Gravadora(s): Kedar | 4                 | 1                 | 5                 | 195               | - : 2.000.000 | - RIAA: 2× Platina |